# Dorothee Prüssner

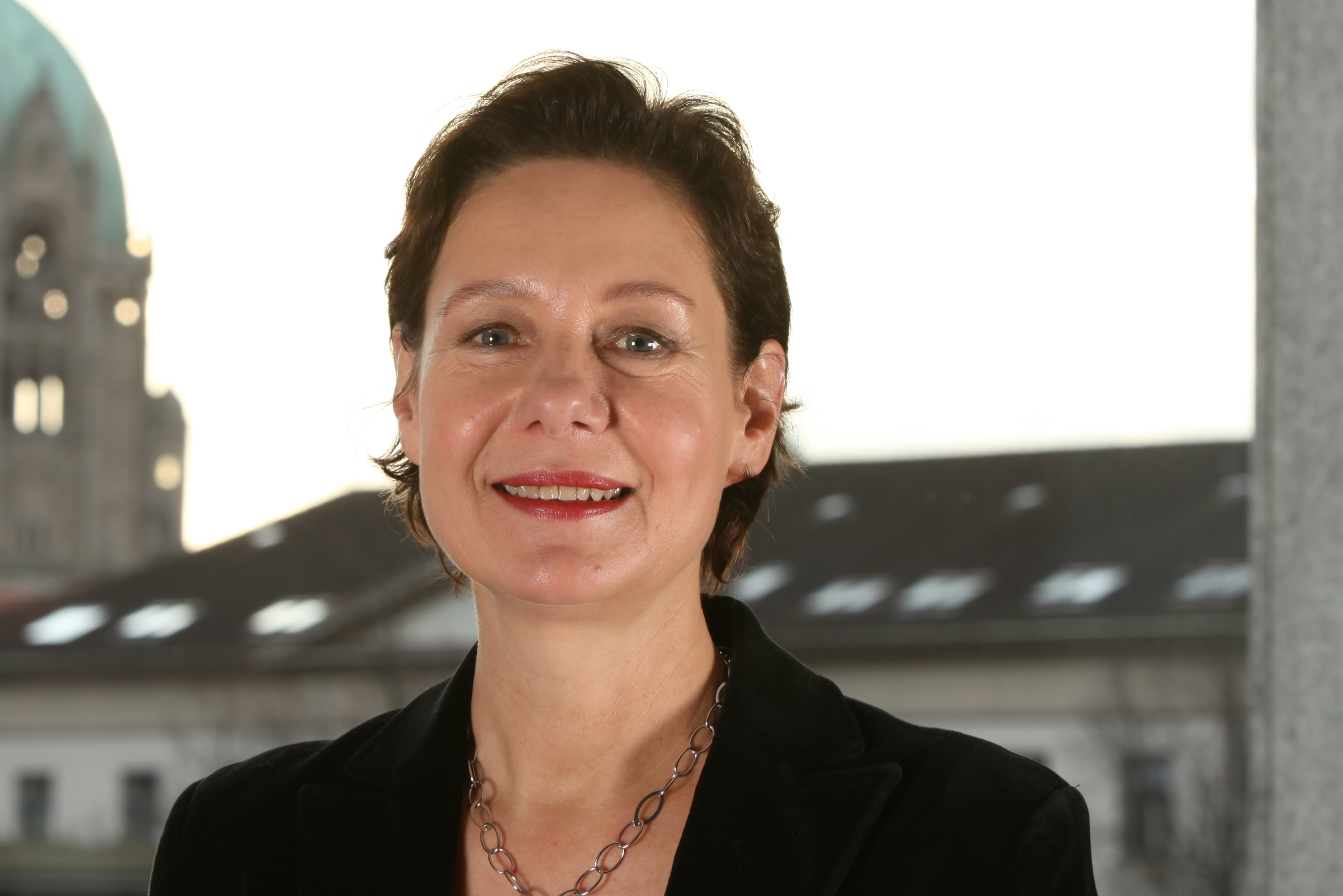
Dorothee Prüssner im November 2009

Dorothee Prüssner (* 7. April 1952 in Goslar) ist eine deutsche Politikerin (CDU) und war bis Januar 2013 Mitglied des Niedersächsischen Landtags. Sie ist verheiratet und hat zwei Kinder. 
Sie machte eine Ausbildung zur Einzelhandels- und Industriekauffrau. Seit 1985 ist sie zudem geprüfte Stadtführerin in Goslar und Dozentin für mittelalterliche Geschichte. 1995 wurde sie Kirchenpädagogin im Kirchenverband Goslar.
Seit 2000 ist sie Mitglied der CDU und gehört dem Landtag Niedersachsen zwischen 2005 und Januar 2013 an.